# 三宿岩
三宿岩又名三宿崖，是中国江苏省南京市鼓楼区朝月楼静海寺内的一处岩洞，高十米，占地数十平方米，因岩石奇峻又称“真假山”。南宋时的长江河道比现在偏东，三宿岩当时是卢龙山（幕府山）延伸至江边的一块礁石。1161年（绍兴三十一年）十一月，南宋虞允文在采石大破金兵后，率水师沿江而下前往京口（今镇江），路过建康（今南京）时在这块礁石前系舟停宿三天，三宿岩由此得名。“三宿名岩”在清代是金陵四十八景之一。1982年登录为南京市文物保护单位。